# Список компаний, производивших жёсткие диски
В общей сложности насчитывалось более 200 компаний, когда-либо производивших жёсткие диски.
Большая часть из них прекратила своё существование, была куплена другими производителями или перепрофилировалась на выпуск другой продукции.
По данным на второй квартал 2019 года, осталось всего 3 основных производителя — Seagate, WD и Toshiba.
Вот список некоторых компаний, занимавшихся выпуском жёстких дисков:
- Apple, Inc. — выпускала с 1984 г. проприетарный жёсткий диск Lisa ёмкостью 20 MB.
- Atasi Corp. — банкрот.
- Areal Technology — куплена Tomen Corp.
- Cogito Systems — банкрот.
- Computer Memories Inc. (CMI) — покинула рынок в 1986 г.
- Conner Peripherals — куплена Seagate в 1996 г.
- Conner Technologies — куплена ExcelStor в 2001 г.
- Control Data Corporation/Imprimis — бизнес по производству жёстких дисков выкуплен Seagate в 1989 г.
- Cornice LLC — банкротство в 2007 г.[4]
- Digital Equipment Corporation — бизнес по производству жёстких дисков выкуплен Quantum в 1994 г.
- Epson — покинула рынок.
- ExcelStor — основана в 2000 г.; в 2007 покинула рынок.
- Fuji
- Fujitsu — бизнес по производству жёстких дисков выкуплен Toshiba в июле 2009 г.[5]
- Hewlett Packard — покинула рынок.
- Hitachi Global Storage Technologies — куплена Western Digital в 2011 г. является дочерним предприятием[6] Мощности по производству 3,5-дюймовых носителей были переданы Toshiba в 2012 году.
- IBM — бизнес по производству жёстких дисков выкуплен Hitachi в 2002 г.
- Integral Peripherals — первый из производителей дисков формфактора 1,8"; банкротство в 1998 г.
- International Memories (IMI) — дочернее предприятие Memorex с 1977 г.; покинула рынок в 1985 г.
- Iomega — покинула рынок.
- JT Storage — банкротство в 1999 г.
- JVC — покинула рынок.
- Kalok — банкротство в 1994 г.
- Kyocera — покинула рынок.
- LaPine Technologies
- Maxtor — куплена Seagate в 2006 г.
- Memorex — куплена Burroughs в 1981 г., затем приобретена Unisys 1986 г.; подразделение жёстких дисков закрыто в 1988 г.
- Micropolis Corporation — банкротство в 1997 г.
- Microscience International — банкротство в 1992 г.
- MiniScribe — банкротство в 1990 г.; выкуплена Maxtor.
- Ministor — банкротство в 1998 г.
- Mitsubishi — покинула рынок.
- NEC — покинула рынок.
- PrairieTek — первый производитель жёстких дисков формфактора 2,5"; банкротство в 1991 г.
- Priam Systems — производство продано Prima International в 1991 г.
- Quantum Corporation — бизнес по производству жёстких дисков выкуплен Maxtor в 2000 г.
- Rahm Rotationals — переименована в 1994 г. в Tamir Tech; куплена Quantum в 1995 г.
- Rodime — первый производитель жёстких дисков формфактора 3,5"; свернула производство в 1991 г.
- Samsung — объединение производства с Seagate в 2011 г.[7]
- Storage Technology Corporation (StorageTek или STK) — покинула рынок.
- Syquest — банкротство в 1998 г.; часть патентов выкуплена Iomega.
- Tandon — куплена Western Digital в 1988 г.
- Texas Instruments — покинула рынок.
- TEAC — покинула рынок.
- Transcend — покинула рынок
- Tulin Corporation — банкрот.
- Xebec